# أوكيانوس
أوكيانوس (طائرة الاستكشاف والملاحة الفضائية في النظام الشمسي الخارجي) كانت مهمة مُقترحة للسفر إلى كويكبات طروادة، التي تشارك مدارها مع كوكب المشتري، باستخدام شراع شمسي هجين لدفعها؛ كان من المخطط تغطية الشراع بألواح شمسية رقيقة لتزويد المحرك الأيوني بالطاقة. كان من المقرر إجراء تحليل للعينات في الموقع إما عن طريق الاتصال المباشر بالكويكب أو باستخدام مركبة هبوط تحمل مطيافًا كتلي عالي الدقة. كانت خطة إعادة العينات إلى الأرض خيارًا قيد الدراسة.
كانت مهمة أوكيانوس ضمن الخيارات النهائية وثاني مهمة من الفئة الكبيرة لمعهد العلوم والملاحة الفضائية الياباني التي ستُطلق في عام 2026، والتي من المحتمل أن تعيد عينات إلى الأرض في خمسينات القرن الحادي والعشرين. على الرغم من ذلك، اختيرت مهمة لايتبيرد في النهاية.

## نظرة عامة
كانت مهمة أوكيانوس مفهومًا اقتُرح لأول مرة في عام 2010 للانطلاق إلى جانب مركبة غلاف المشتري المغنطيسي المدارية (جي إم أوه) كجزء من مهمة نظام أوروبا المشتري لابلاس التي أٌلغيت لاحقًا.
في مفهومها النهائي، كانت مهمة أوكيانوس ولايتبيرد المرشحتين النهائيتين من فئة المهمات اليابانية الكبيرة التابعة لوزارة التعليم والثقافة والرياضة والعلوم والتكنولوجيا. اختيرت مهمة لايتبيرد، التي تتضمن تلسكوبًا لرصد إشعاع الخلفية الكونية الميكروي.
قد يساعد تحليل مكونات كويكبات طروادة الخاصة بالمشتري العلماء على فهم كيف تشكل النظام الشمسي. سيساعدنا ذلك أيضًا في تحديد أيّ الفرضيات المتنافسة لأصل هذه الكويكبات هي الصحيحة: هل هي بقايا كواكب مصغرة تعود لفترة تكون المشتري، أم أحافير لبنات تكون المشتري، أم أجرام وراء نبتونية التقطها المشتري نتيجة هجرة كوكبية. تضمن آخر اقتراح للمهمة إرسال مركبة هبوط لإجراء تحليلات على سطح هذه الكويكبات. كان هناك العديد من الخيارات لهذه المهمة، وقد تضمن أكثرها طموحًا إرجاع العينات إلى الأرض لإجراء فحوصات مكثفة. لو اختيرت المهمة للتطوير في أبريل 2019، كان سيجري إطلاقها في عام 2026، ولربما تآزرت مع مهمة لوسي التي من المقرر إطلاقها لاستكشاف كويكبات طروادة في عام 2027.

## المركبة الفضائية
كان من المتوقع أن تبلغ كتلة المركبة الفضائية 1285 كيلوجرام (2833 باوند) تقريبًا بما في ذلك مركبة الهبوط المُحتملة،  وكان من المقرر أن تُزود بمحركات أيونية كهربائية تعمل بالطاقة الشمسية. كان الشراع الشمسي، الذي تبلغ مساحته 1600 متر مربع، سيخدم غرضين هما دفع المركبة وتوليد الطاقة عن طريق ألواحه الشمسية. بالنسبة لمركبة الهبوط، لم تكن كتلتها ستزيد عن 100 كيلوجرام. كانت مركبة الهبوط ستجمع وتحلل عينات الكويكب. كان مفهوم المهمة الأكثر تعقيدًا هو أن تقلع مركبة الهبوط عن سطح الكويكب لتلتحم بالسفينة الأم لنقل عيناتها إلى الأرض.